# Lergho
Lerghoest une localité située dans le département de Garango de la province du Boulgou dans la région Centre-Est au Burkina Faso.

## Histoire
Jusqu'en 2012, Lergho regroupait administrativement les villages de Golinga, Gotinga, Yaza et Zangoula pour une population totale de 4 155 habitants dénombrés lors du dernier recensement général de la population en 2006. L'autonomisation de ces localités en villages indépendants a fortement fait baisser la population du bourg de Lergho même.

## Démographie
| 2003  | 2006 | 2012 |
| ----- | ---- | ---- |
| 3 830 | 805  | -    |

## Santé et éducation
Lergho accueille un centre de santé et de promotion sociale (CSPS) tandis que le centre médical avec antenne chirurgicale (CMA) se trouve à Garango.
Le village possède deux écoles primaires (A et B) ainsi qu'un centre de formation des jeunes adultes (CFJA).